# Tommy Hansen
Tommy Hansen, eigentlich Filip Trojovský (* 16. März 1982 in Havířov, Tschechoslowakei) ist ein tschechischer Pornodarsteller in schwulen Hardcore-Filmen, Model und Schauspieler. Er wurde vor allem durch seine Arbeit für die Produktionsfirma Bel Ami bekannt.

## Leben
Hansen wuchs in Brünn auf; einige Quellen, wie die Internet Adult Film Database, geben Brünn auch als Geburtsort an. Nach seiner Schulzeit begann Hansen ab 2000/2001 als Pornodarsteller für das slowakische Erotik-Label Bel Ami zu arbeiten. Er war zu dieser Zeit Student in den Fächern Leibeserziehung und Sport an der Fakultät für Sportwissenschaften der Masaryk-Universität in Brünn. 2005 schloss er dort mit einem Bachelor ab. Er war Mitglied in einem semi-professionellen tschechischen Karate-Team.
Hansen trat in den folgenden Jahren in verschiedenen Pornofilmen des Studios Bel Ami auf. Nachgewiesen sind Auftritte in Bel Ami-Filmen im Zeitraum von 2002 bis 2010. Hansen wirkte dabei sowohl in aktiven als auch passiven Oralsex-Szenen mit. In Analsex-Szenen übernahm Hansen schwerpunktmäßig die „passive“ Rolle (Bottom), wurde aber auch gelegentlich als „Top“, d. h. in der aktiven Rolle, eingesetzt. Hansen gehörte zu den „gefragtesten Models“ von Bel Ami. Hansen konnte eine „solide Fangemeinde hinter sich versammeln und gehörte in seiner aktiven Zeit zu den wichtigsten Bel Ami-Stars“. Das Label Bel Ami selbst beschreibt Hansen als einen der „sexuell talentiertesten Darsteller, den das Studio über die Jahre verpflichtet habe.“
Als sein Pornofilm-Debüt gilt der 2000/2001 gedrehte, 2002 veröffentlichte Film Personal Trainers 5. Hansen war in diesem Film in zwei Szenen zu sehen. In einer Dreier-Szene mit Brandon Manilow und Julian Armanis, die Oralsex und Analsex beinhaltete, und in der großen Schluss-Szene, einer Sex-Orgie mit allen beteiligten Darstellern. 2003 spielte Hansen in dem in der Schweiz und Österreich gedrehten Porno-Film Alpine Adventure eine der Hauptrollen. An der Seite von Sebastian Bonnet spielte er einen jungen Mann, der von seinem Boyfriend in der Küche eines Chalets in den Bergen verführt wird.
Dem Rollen-Image als glücklicher, in einer Beziehung lebender junger schwuler Mann blieb Hansen anschließend auch in den Pornofilmen Greek Holiday 1: Cruising the Aegean (2004) und Greek Holiday 2: Cruising Mykonos (2004) treu. Diesmal wurden als Schauplatz die Inseln Kefalonia, Zakynthos und Mykonos gewählt. Hansen agierte in diesen Filmen, an der Seite von Tim Hamilton, als „Top“ und „Bottom“. Für Aufsehen sorgte dabei die Tatsache, dass Hansen mit Hamilton auch Bareback-Szenen, d. h. Szenen ohne Verwendung von Kondomen, drehte.
2005 verkörperte Hansen eine weitere Hauptrolle in dem Pornofilm Lukas in Love. Sein Partner war diesmal einer der legendären Stars des Bel Ami-Labels, Lukas Ridgeston. Hansen spielte diesmal die Rolle des Verführers; mit dem von seinem Boyfriend betrogenen Ridgeston hatte er Szenen, die Oralsex, Analsex und intensive Kuss-Szenen enthielten. In der Fortsetzung Lukas in Love 2 war er allerdings nur in der großen Sex-Orgie, die in einem Türkischen Bad spielte, zu sehen.
Eine weitere Hauptrolle hatte er 2006 als Boyfriend und Lover in dem Pornofilm Flings 2, in denen er in zwei Szenen wiederum als „Bottom“ zu sehen war. In dem Pornofilm The Private Life of Brandon Manilow (2008) hatte er eine Szene, die ein Fotoshooting am Strand mit Wrestling-Einlagen beinhaltete. Hansen war nackt in erotischen Posen zu sehen, hatte jedoch in diesem Film keine Szene, in der er den Geschlechtsverkehr vollzog.
Auch nach Beendigung seiner aktiven Karriere wurde er für die Veröffentlichung von bisher unveröffentlichten Szenen und Bonusmaterial als Cover-Model ausgewählt, so bei der 2010 veröffentlichten Kompilation Dirty Secrets, die zahlreiche Bareback-Szenen aus dem Bel Ami-Archiv enthält. Hansen wurde dabei in verschiedenen DVD-Produktbeschreibungen als „Erotik-Legende“ bezeichnet.

## Rollen-Image und Vermarktung
Hansen wurde von Bel Ami meistens im Rollentypus des „Boyfriend“ besetzt. Hansen spielte meistens den in einer glücklichen Beziehung mit seinem Freund lebenden schwulen jungen Mann, der gemeinsam mit seinem Freund erotische Abenteuer erlebt, in die regelmäßig auch andere Männer verwickelt werden. Die Liebesbeziehung wird dabei jedoch niemals ernsthaft in Frage gestellt. Hansen spielte bei Bel Ami meistens die Hauptrolle in der häufig in eine spielfilmähnliche Handlung gekleideten Aneinanderreihung von Sex-Szenen.
Von der Produktionsfirma Bel Ami wurde Hansen intensiv vermarktet. Mehrfach, wurde er bei DVD-Veröffentlichungen als Cover-Model präsentiert, so bei Personal Trainers 5 (2002), Greek Holiday Part 1 - Cruising The Aegean (2004) und Lukas in Love 1.
Im Bruno Gmünder Verlag erschienen von 2003 bis 2010 mehrere Bildbände, Postcard-Books, Kalender und Fotobücher, in denen Tommy Hansen als Bel Ami-Model in erotischen Fotos präsentiert wurde. Es handelte sich dabei um speziell für den Fotomarkt produzierte Softcore-Aufnahmen (Solos, Duos und Gruppenszenen). Fotos von Hansen sind unter anderem in den Foto-Büchern New Generation (2003, mit Hansen auf dem Titel-Cover) und Lukas in Love (2005, mit Lukas Ridgeston und Hansen auf dem Titel-Cover) zu sehen. Im November 2010 erschien im Bruno Gmünder Verlag der Fotoband Around the Globe, ebenfalls mit erotischen Photos von Tommy Hansen. Der Bruno Gmünder Verlag zählte in seiner Pressemitteilung Hansen neben Lukas Ridgeston, Josh Elliott und Renato Amoroso zu den „bekanntesten Namen aus der Bel‐Ami‐Schmiede.“

## Tätigkeit als Model und Werbedarsteller
Ab 2005 versuchte Hansen verstärkt, seine Tätigkeit als Model voranzutreiben. Im März 2005 wurde er als Cover-Model des US-amerikanischen Magazins Freshmen abgelichtet. Die Ausgabe enthielt eine 12-seitige Fotostrecke von Hansen mit erotischen Fotos, in denen er vollständig nackt und teilweise mit erigiertem Penis abgebildet war. Das Magazin Freshmen beschrieb Hansen als Model mit einem „perfekten Gesicht und einem Körper wie von Da Vinci geschaffen“. Hansen war mit Fotostrecken auch in den Freshmen-Magazinen Oktober 2005 und März 2006 zu sehen. Außerdem erschienen Fotos von ihm in den Erotikmagazinen Mandate (2004/2005) und Vulcan.
Außerdem entstanden mehrere erotische Fotostrecken mit Hansen. Außerdem arbeitete er als Model für Unterwäsche.
2005 war Hansen in einem Werbespot des deutschen Molkereikonzerns Müllermilch im deutschen Fernsehen zu sehen. Darin wurde er als „Siggi Müller, Akrobat“ präsentiert. Als die Tätigkeit von ihm als Pornodarsteller in den Medien bekannt wurde, zog das bayerische Molkereiunternehmen den Werbespot zurück.
2005 nahm Hansen an der Fernsehsendung Big Brother in Tschechien teil, wo er es bis in die letzte Sendung der Staffel schaffte und den dritten Platz erreichte. Hansen war zunächst von den Zuschauern hinausgewählt worden; die Produzenten der Serie befürworteten jedoch eine Rückkehr ins Big Brother-Haus aufgrund der inzwischen eingetretenen Medienwirksamkeit wegen Hansens Vergangenheit als Pornodarsteller. Im Vorfeld hatte sich der Bel Ami-Produzent George Duroy deutlich gegen eine Teilnahme Hansens ausgesprochen und warf Hansen Vertragsbruch vor. Hansens Vergangenheit als Pornodarsteller löste in der tschechischen Presse ein großes Medienecho aus.
Neben seiner Arbeit als Pornodarsteller begann Hansen eine Ausbildung zum Schauspieler in Prag an einer Privatschule. Er war auch als semiprofessioneller Kickboxer in der Gewichtsklasse bis 81 kg tätig; sein Club war Arena Brno. Hansen nahm an Wettkämpfen teil, so 2005 bei den Czech Open. Im Amateur-American-Football-Team der Brno Alligators spielte er auf der Position des Runningback.
Mittlerweile besitzt Hansen gemäß Angaben des Porno-Labels Bel Ami ein Geschäft für Unterwäsche in Prag. In Prag lebt er gegenwärtig mit seinem Lebensgefährten zusammen.

## Filmografie (Auswahl)
- 2002: Personal Trainers 5
- 2003: Julian
- 2003: Alpine Adventure
- 2004: Greek Holiday 1: Cruising the Aegean
- 2004: Greek Holiday 2: Cruising Mykonos
- 2005: Lukas in Love
- 2005: Lukas in Love 2
- 2006: Flings 2
- 2006: Out in Africa 2
- 2008: The Private Life of Brandon Manilow
- 2010: Dirty Secrets (Kompilation)